# Uttel
Uttel ist ein Ortsteil der ostfriesischen Stadt Wittmund, die dem gleichnamigen niedersächsischen Landkreis angehört. Er umfasst neben dem Kerndorf die Ortschaften Hattersum und Nenndorf sowie die Wohnplätze Mosewarfen, Grashausen und Algershausen mit insgesamt 1506 Einwohnern (Stand: Januar 2025).

## Lage
Uttel befindet sich am nördlichen Stadtrand von Wittmund und ist seit der kommunalen Gebietsreform 1972 ein Teil der Stadt Wittmund. Der Ortsteil erstreckt sich über eine Fläche von 10,12 km². Geologisch liegt Uttel auf einem Geestausläufer, der östlich der Stadt Wittmund in die Marsch hineinragt. Südlich von Uttel verläuft die Ostfriesische Küstenbahn.

## Name
Der Ortsname leitet sich vom altfriesischen ut (=außerhalb liegend) und loh(=Wald) her; seine ursprüngliche Bedeutung wäre demnach: „außerhalb liegender“ oder „entfernter Wald“. Eine Ableitung Uttels vom ostfriesischen Rufnamen Uto, der in der Vergangenheit ebenfalls hin und wieder angenommen wurde, hält der Ortsnamenforscher Arend Remmers für „weniger wahrscheinlich“. Soweit bekannt wurde der Wittmunder Ortsteil schriftlich zum ersten Mal 1335 erwähnt; er lautete damals Utle. Eine Erwähnung als Utthel ist für 1497/98 dokumentiert. Die heutige Schreibweise ist bereits für 1500 belegt.

## Geschichte
Eine heute nicht mehr vorhandene Burg des ostfriesischen Häuptlingsgeschlechts der Kankena ist südwestlich von Uttel nachgewiesen. Sie erscheint in der historischen Überlieferung, als sie 1377 von Ocko I. tom Brok (ca. 1345–1391) erobert wurde. Später befand sich die Burg im Besitz Hicko Boyings von Werdum (1435–1491), der sie wahrscheinlich über seine aus dem Haus Kankena stammende Mutter Tomma van Uttel (* um 1410) geerbt hatte. Ulrich von Werdum (1632–1681) berichtet in seiner Familiengeschichte Series Familae Werdumae usque ad Annum MDCLXII auch von einem Bauernhof („Platz“), den sein Vorfahre Hicko im Kirchspiel Eggelingen besaß. Diesen – so heißt es in der Familienannalen – habe er als Entschädigung für die Zerstörung der Utteler Burg empfangen. Wer die Burg damals aus welchen Gründen zerstörte, wird in den Series Familiae Werdumae nicht berichtet. Funde historischer Backsteine sowie die Entdeckung einer Kellertreppe legen die Vermutung nahe, dass die Burg nördlich der Straße lag, die von Hattersum nach Uttel führt. Ausgrabungen des Jahres 1989 brachten jedoch keine weiteren Ergebnisse.
Um Utteler Ländereien ging es unter anderem im Zusammenhang einer geplanten adeligen Eheschließung. Am 30. Mai 1500 kamen im Haus des Norder Pfarrherrn Feyko Vertreter der Familie Kankena aus Dornum und Wittmund sowie Abgesandte der Familie Beninga aus Grimersum zusammen, um in Gegenwart vieler vornehmer Zeugen eine Mitgift auszuhandeln. Unter ihnen war auch der zukünftige Ehemann Folkert Beninga; die zukünftige Ehefrau, um deren Brautschatz es ging, war – wie in jenen Zeiten üblich – nicht anwesend. Man erzielte eine detaillierte Übereinkunft und fertigte darüber eine Urkunde an. Neben Besitzungen in „Inekenborch“ und Loquard sowie Kleidung, Goldschmuck und Edelsteine gehörten zur Mitgift auch folgender Grundbesitz in Uttel: 30 Diemat, die derzeit von einem gewissen Mamme Smyd genutzt wurden; weitere 30 Diemat, die damals an einen Hayo Gommelen sowie 18 Diemat, die an einen sonst unbekannten Ayld verpachtet waren.
Eine erste Schule existierte in Uttel spätestens seit 1777. An der Errichtung des einklassigen Lehm-Gebäudes beteiligten sich zahlreiche Utteler mit Hand- und Spanndiensten. 1844 erfolgte „ungefähr mitten im Dorfe“ der Neubau einer Schule. 1929 wurde das dritte Schulhaus eingeweiht. Bis Anfang der 1960er Jahre wurden hier durch ein bis zwei hauptamtliche Lehrkräfte und weitere Hilfslehrer die Utteler Kinder unterrichtet. Anschließend erfolgte die Beschulung in Wittmund.
Ende des 18. Jahrhunderts wurde bei Uttel systematisch Ton gegraben und im Anschluss per Schiff als sogenannte Pfeifenerde vor allem nach Holland exportiert. Die Grabung war verpachtet. Der Vertrag gestattete es dem Pächter, gegen eine Summe von 80 Reichsthaler pro Jahr „800 Fuder oder 3200 Tonnen“ des Tons abzubauen. Anfang der 1820er Jahre wurde der Tonabbau freigegeben. Jeder durfte gegen  eine Gebühr von 36 Stüber pro Fuder nach Ton graben, vorausgesetzt, dass keiner der Bauern dadurch Schaden erlitt.
Der Ausbau der innerörtlichen Wege in Uttel erfolgte zwischen 1900 und 1910, nachdem bereits 1847 der Weg zwischen Wittmund und Burhafe und 1859 Straße zwischen Wittmund und Carolinensiel mit Klinkersteinen gepflastert worden war.
Am 16. August 1972 wurde Uttel in die Kreisstadt Wittmund eingegliedert. Heute stellt der Ort einen Ortsvorsteher.

## Entwicklung
Uttel profitiert von seiner Nähe zu Wittmund. Neue Baugebiete haben den Ort erheblich aufgewertet.

## Sport
Uttel hat einen Klootschießer- und Boßelverein (KBV) namens KBV „Einigkeit“ Uttel e. V., der mit Werfern aus Jugend- und Erwachsenenmannschaften am Mannschafts-Ligabetrieb und an Einzelmeisterschaften unter dem Dach des Landesklootschießerverbandes Ostfriesland teilnimmt.